# Велике весілля
«Велике весілля» (англ. The Big Wedding) — американська комедійна мелодрама 2013, від режисера Джастіна Закема. У головних ролях Кетрін Гейгл і Роберт Де Ніро. Рімейк французького фільму 2006 р. «Мій брат одружується» (Mon frère se marie, реж.: Жан-Стефан Брон)

## Зміст
Син Гріффінів нарешті повідомив, що збирається одружуватися. З такої нагоди батьки навіть вирішили не показувати свої розбіжності, хоча вже давно на дух не переносять один одного. Вони разом приступають до підготовки урочистостей. І тут на героїв чекає шокуючий сюрприз — син знайомить їх зі своєю нареченою…

## Ролі
| Актор            | Роль                     |
| ---------------- | ------------------------ |
| Роберт Де Ніро   | Дон Гріффін              |
| Дайан Кітон      | Еллі Гріффін             |
| Кетрін Гейгл     | Лайла Гріффін            |
| Тофер Грейс      | Джаред Гріффін           |
| Бен Барнс        | Алехандро Гріффін        |
| Сьюзен Сарандон  | Бібі Макбрайд            |
| Аманда Сейфрід   | Мелісса «Міссі» О'Коннор |
| Крістін Еберсоул | Маффін О'Коннор          |
| Девід Раше       | Баррі О'Коннор           |
| Робін Вільямс    | священник Монайвен       |

## Знімальна група
- Режисер — Джастін Закем
- Сценарист — Джастін Закем, Жан-Стефан Брон, Карін Судан
- Продюсер — Ентоні Катагас, Клей Пекоріно, Річард Сальваторе
- Композитор — Ерік Колвін